# 逃离厄立特里亚
《逃离厄立特里亚》是一部由埃文·威廉姆斯制作和执导的一部 2021年英语纪录片剧集。
这部纪录片是基於2015年至2016发生在地中海的难民危机。大群难民从厄立特里亚穿到欧洲。此片的制作经过了五年的调查，一些监狱内秘密记录的影象也包含在内。它于2021年5月4日通过美国前线在PBS上首播，随后在英国的第四台播出。  